# Rossair
Rossair Executive Air Charter, що діяла як Rossair, — колишня південноафриканська авіакомпанія зі штаб-квартирою в Кемптон-Парк (Екурхулені, Гаутенг, ПАР), яка виконувала чартерні пасажирські та вантажні авіаперевезення всередині країни і за її межами.
Портом приписки авіакомпанії був Аеропорт Лансер, в якості головного транзитного вузла (хаба) виступав Міжнародний аеропорт імені О. Р. Тамбо в Йоганнесбурзі.

## Флот
Станом на січень 2005 року повітряний флот авіакомпанії Rossair складали наступні літаки:
- 4 de Havilland Canada DHC-6 Twin Otter Series 300
- 1 Bombardier Learjet 35A
- 1 Cessna 208B Caravan-675
- 6 Raytheon Beech 1900C Airliner
- 7 Raytheon Beech 1900D Airliner
- 2 Raytheon Beech King Air 200
- 1 Raytheon Beech King Air B200
- 1 Raytheon Beech C90B King Air